# Otto Tarnogrocki
Johann Heinrich Otto Eduard Tarnogrocki (* 6. Juni 1875 in Lobsens, Kreis Wirsitz/Provinz Posen; † 17. Dezember 1946 in Nienhagen bei Rostock) war ein deutscher Maler und Illustrator.

## Leben

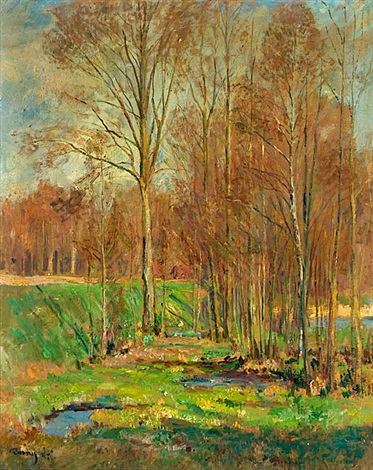
Märztag

Tarnogrocki war der Sohn des Rektors der evangelischen Schule Lobsens, dem heutigen Łobżenica in der polnischen Wojewodschaft Großpolen, Otto Tarnogrocki und dessen Ehefrau Anna, geborene Otto. Er wuchs in Strasburg, Ulm und Dessau auf. Nach einer Lehre als Dekorationsmaler begann er 1893 ein Studium an der Königlichen Kunstschule in Berlin. Er wechselte 1894 an die Kunstschule Weimar zu Franz Bunke. Zu Studien unter Bunkes Leitung war er gemeinsam mit weiteren Schülern, u. a. Alfred Heinsohn, mehrmals im mecklenburgischen Schwaan. In der Heimatstadt Bunkes bildete sich Ende des 19. Jahrhunderts aus diesen Besuchern und den aus Schwaan stammenden Malern wie Peter Paul Draewing und Rudolf Bartels (beide hatten ebenfalls in Weimar ihre Ausbildung erhalten) eine Künstlerkolonie.
Zu Ende seiner Ausbildung war Tarnogrocki an der Kunstakademie in Stuttgart bei Carlos Grethe. Studienreisen führten ihn durch Europa, so etwa nach Paris, hier kopierte er im Louvre und arbeitete in der Académie Colarossi. 1905 nahm er seinen Wohnsitz in Stettin, war aber weiterhin in Verbindung zu den Schwaaner Malern. 1923 heiratete er die 1888 in Stettin geborene Elisabeth Holste.
In seiner Wahlheimat Stettin entstanden in den verschiedenen Techniken wie Aquarell, Ölgemälde oder Tuschezeichnung zahlreiche impressionistisch gestaltete Hafenmotive sowie pommersche Stadtansichten und Landschaften. Ebenso fertigte er Zeichnungen mittels Schuhcreme und Bürste, die in Schwarz auf Weiß und mit Graustufen gehalten, Winterlandschaften oder Schiffsdarstellungen zeigen.
Auch als Illustrator war er tätig. So lieferte er für einige Bücher sowohl Zeichnungen als auch den Buchschmuck.
Tarnogrocki war Mitglied des Pommerschen Künstlerbunds und in der Zeit des Nationalsozialismus obligatorisch Mitglied der Reichskammer der bildenden Künste. Es ist für diese Zeit die Teilnahme an der Ausstellung „Der schaffende Mensch“ 1935 in Stettin bekannt.
Bei einem Bombenangriff im August 1944 wurde eine Vielzahl seiner Werke vernichtet, weitere werden seitdem vermisst.
Nach dem Krieg kam Tarnogrocki 1945 auf der Flucht mit seiner Frau nach Nienhagen im Landkreis Rostock. Die Umsiedlung hatten nur wenige seiner Bilder überstanden. Der „Kunstmaler“ starb 1946 in seinem 72. Lebensjahr an „Herzmuskelschwäche“.

## Werke (Auswahl)

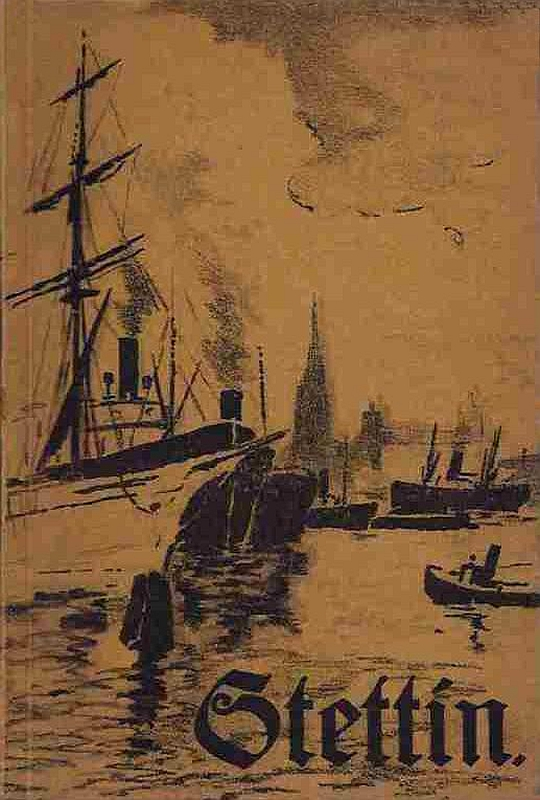
Bucheinband:
Stettin: ein Werbebuch, 1919

### Maler
- Hafenszene, Öl/Leinwand
- Stadthafen, Öl/Leinwand
- Märztag, Öl/Leinwand
- Birken im Winter, Mischtechnik
- Schiffe auf Reede, Mischtechnik
- Dorf auf Usedom, Mischtechnik, alle Kunstmuseum Schwaan

### Illustrator
- Martin Reepel: Vom Höhenzug zur Wanderdüne: Fahrten durch Pommern. Bielefeldt, Stettin 1920. (Original-Zeichnungen)
- Stettiner Verkehrsverein (Hrsg.): Stettin: ein Werbebuch. Bauchwitz, Stettin 1919. (Buchschmuck)
- Ferdinand Hirts deutsches Lesebuch für Pommern. Hirt, Breslau 1925. (Zeichnungen)

## Ausstellungen
- 1936: Stettin, Stadtmuseum: „Das Stadtbild Stettins“, Okt. / Nov. 1936
- 2025: Schwaan, Kunstmühle: „Landschaft im Licht. Zum 150. Geburtstag von Otto Tarnogrocki“, 17. Mai – 27. Juli 2025